# チェルヴァーロ
チェルヴァーロ（伊: Cervaro）は、イタリア共和国ラツィオ州フロジノーネ県にある、人口約7,800人の基礎自治体（コムーネ）。

## 地理

### 位置・広がり

#### 隣接コムーネ
隣接するコムーネは以下の通り。
- カッシーノ
- サン・ヴィットーレ・デル・ラーツィオ
- サンテリーア・フィウメラーピド
- ヴァッレロトンダ
- ヴィティクーゾ

### 気候分類・地震分類
チェルヴァーロにおけるイタリアの気候分類 (it) および度日は、zona D, 1527 GGである。
また、イタリアの地震リスク階級 (it) では、zona 1 (sismicità alta) に分類される。

## 行政

### 山岳部共同体
広域行政組織である山岳部共同体「ヴァッレ・デル・リーリ山岳部共同体」 (it:Comunità montana Valle del Liri) （事務所所在地: アルチェ）を構成するコムーネの一つである。